# Rentabilidade dos capitais próprios
Rentabilidade dos capitais próprios - RCP (em inglês: Return on Equity - ROE) é um instrumento de análise financeira, um dos principais indicadores de rentabilidade empresarial, cujo objetivo é o de mostrar a rentabilidade dos recursos investidos pelos sócios ou acionistas da empresa.
Esse instrumento de medida de desempenho económico é utilizado como:
- indicador de eficiência de gestão;
- medida da capacidade da empresa em gerar resultados, e;
- planejamento e controlo de gestão.

## Indicadores de Rentabilidade
Os Indicadores de Rentabilidade dizem o quanto uma empresa está rendendo com a execução das suas atividades. Estes apontam se a estratégia que está em uso é correta e qual o rumo que está seguindo.
Os indicadores mais usados são:
- Índices de Margem;
- Índices de Ativos;
- Retorno Sobre o Capital, e;
- Retorno Sobre Capital Próprio.

## Cálculo do RCP
Para uma empresa assegurar a manutenção do seu equilíbrio financeiro, necessita de gerar excedentes, ou seja, tem que ser rentável. A análise da rentabilidade inicia-se com o seguinte cálculo:
- rentabilidade dos capitais próprios = resultado líquido do exercício / capitais próprios x 100.

Essa fórmula é um indicador do desempenho dos capitais investidos na empresa, independentemente da forma de financiamento. A análise da rentabilidade indica se o dinheiro aplicado foi bem usado e se trouxe benefícios internos e externos, determinando a sobrevivência financeira da empresa a longo prazo e a atração de capitais, quer próprios quer alheios.